# Georg Lukács

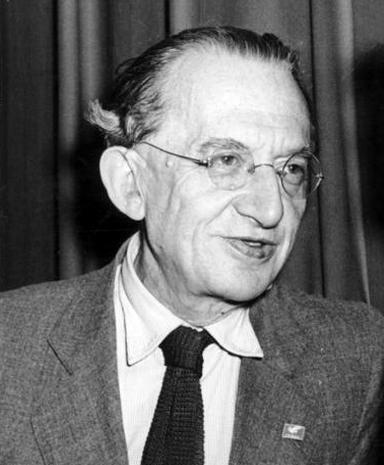
Georg Lukács (1952)

Georg Bernard Lukács [ˈlukaːtʃ] (ungarisch György Lukács, ursprünglich Bernát György Löwinger, * 13. April 1885 in Budapest, Österreich-Ungarn; † 4. Juni 1971 in Budapest, Volksrepublik Ungarn) war ein ungarischer marxistischer Philosoph, Literaturwissenschaftler und -kritiker sowie kommunistischer Politiker. Lukács gilt – zusammen mit Ernst Bloch, Antonio Gramsci und Karl Korsch – als Mitbegründer und bedeutender Vertreter des Neomarxismus in der ersten Hälfte des 20. Jahrhunderts.

## Leben und Wirken
Georg Lukács stammte aus einer wohlhabenden Familie des ungarisch-jüdischen Bürgertums: Der Vater – er war als Gewerbetreibender aus Szeged nach Budapest gekommen und hieß ursprünglich Josef Löwinger – erhielt im Jahr 1890 auf Beschluss des Innenministeriums den Familiennamen Lukács. József Lukács, der inzwischen als Bankdirektor die Budapester Kreditanstalt führte, wurde 1899 durch eine Habsburger Nobilitierung als Baron geadelt und erhielt dabei den Vornamen Szegedi. Die Mutter Adele Lukács, geborene Wertheimer aus Wien, war Erbin eines Zweiges der Holzhändlerdynastie Neuschloss. Gemeinsam mit der Schwester Maria und dem Bruder Hans (János) wuchs der Sohn in seiner Herkunftsfamilie durch das Erlernen des Ungarischen und des Deutschen zweisprachig auf.
Lukács war Schüler des Evangelischen Gymnasiums, wo er die Reifeprüfung ablegte. Zusätzlich zur klassischen Pflichtlektüre las er auch Friedrich Hebbel. Nach dem Abitur studierte er ab 1902 zunächst Jura und Nationalökonomie an der Universität Budapest. Während des Studiums gründete er im Jahr 1904 – zusammen mit seinem Freund Marcell Benedek und der Hilfe von Lajos Bálint und Sándor Hevesi – die Thália-Gesellschaft als ein freies Theater, an dem er mehrere Jahre als Regisseur und Dramaturg tätig war. Unter seiner Leitung kamen u. a. Werke von Gorki, Ibsen, Hauptmann und Strindberg zur Aufführung. Im Oktober 1906 wurde Lukács in Kolozsvar (Siebenbürgen) bei Bódog Somló zum Doktor der Staatswissenschaft promoviert. Danach studierte er Literatur, Kunstgeschichte und Philosophie und wurde im November 1909 mit der in ungarischer Sprache verfassten Dissertation Über die Theorie des modernen Dramas zum Doktor der Philosophie promoviert. In diesen frühen Budapester Jahren beeinflussten die Dichter Béla Balázs und Endre Ady den weiteren Werdegang von Lukács, der 1908 auch mit der neuen Zeitschrift Nyugat in Verbindung kam. Um 1915 gründeten Lukács und Balázs eine Sonntagsgesellschaft (Vasárnap-Társaság), an deren Diskussionen sich Karl Mannheim, Arnold Hauser, Béla Fogarasi, Frederick Antal, Anna Lesznai und Charles de Tolnay beteiligten.
Ab dem Wintersemester 1909/1910 folgte ein Studium bei Georg Simmel an der Humboldt-Universität zu Berlin. Zwischen September 1911 und Mai 1912 hält sich Lukács zumeist in Florenz auf. In dieser Zeit lernte er Ernst Bloch kennen.
Seit 1913 lebte Lukács in Heidelberg und studierte bei Heinrich Rickert und Wilhelm Windelband. Im August 1913 begann im italienischen Kurort Bellaria bei einem Besuch des Ehepaares Balázs zwischen Georg Lukács und der Malerin Jelena Andrejewna Grabenko (geb. 1889) eine Freundschaft. Das Paar heiratete im Mai 1914 in Heidelberg. Die Ehe wurde 1918 geschieden. In Heidelberg hatte Lukács Kontakte mit Max Weber, Emil Lask und Ernst Bloch. Zu dem Kreis um Stefan George bestand nur eine distanzierte Beziehung. In den Heidelberger Jahren verfasste Lukács Die Theorie des Romans (1914/1915). Ab 1915 pendelte Lukács zwischen Heidelberg und Budapest hin und her –, doch ab Ende 1917 blieb er in seiner Heimatstadt, wo er zusammen mit Karl Mannheim, Arnold Hauser, Ervin Szabó und Béla Fogarasi eine Freie Schule für Geisteswissenschaften organisierte. Zugleich lehrte Lukács im radikalen Galileo Kreis (Galilei Kör), dem beispielsweise Ilona Duczyńska angehörte.
Infolge der Russischen Revolution von 1917 kam es in Budapest am 24. November 1918 unter Béla Kun zur Gründung der Ungarischen Kommunistischen Partei, der Lukács einen Monat später beitrat. Und er begann, die Werke von Karl Marx – vor allem das Werk Das Kapital – systematisch zu studieren. Rückblickend bezeichnete Lukács den Marxismus als Vereinigung der Ethik von Fichte mit der historischen Methode von Hegel.

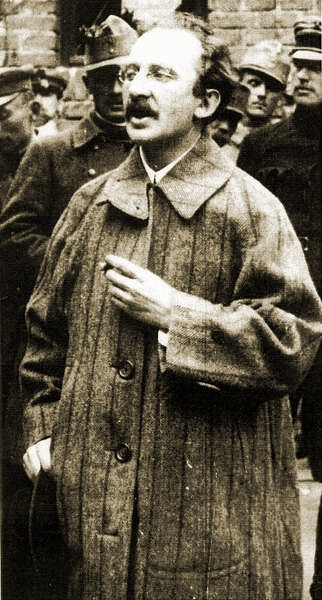
Lukács als Volks- und Politkommissar der Ungarischen Räterepublik (1919)

Während der ungarischen Räterepublik, die vom 21. März bis zum 1. August 1919 existierte, war Lukács in der Regierung von Béla Kun zunächst als Stellvertreter des Volkskommissars für das Unterrichtswesen und im Sommer 1919 als alleinverantwortlicher Kommissar tätig. In den Monaten von April bis Juni 1919 war er auch als politischer Kommissar der 5. Division der ungarischen Roten Armee an allen Fronten an Einsätzen beteiligt. In seinen autobiographischen Erinnerungen berichtet Lukács aus dieser Zeit, dass er im Ungarisch-Rumänischen Krieg ein außerordentliches Kriegsgericht einberufen habe, um acht Personen eines nach seinen Worten aus dem Ort Tiszafüred geflohenen Verteidigungsbataillons auf dem Marktplatz im Ort Poroszló erschießen zu lassen. Danach sei die Ordnung wieder hergestellt gewesen.
Nach der Niederlage der ungarischen Räterepublik im August 1919 und der Machtübernahme durch Miklós Horthy ging Lukács – gemeinsam mit dem Schriftsteller Ottó Korvin – in die Illegalität, doch dann floh er nach Wien, wo sich eine Freundschaft zum Schriftsteller Andor Gábor entwickelte. Einem ungarischen Auslieferungsbegehren folgend wurde Lukács im Oktober 1919 verhaftet. Daraufhin begann eine öffentliche Kampagne zugunsten Lukács, an der sich Richard Beer-Hofmann, Richard Dehmel, Paul Ernst, Bruno Frank, Maximilian Harden, Alfred Kerr, Thomas Mann und Heinrich Mann beteiligten. In Wien lebte Lukács, der nach der Freilassung unter Aufsicht gestellt wurde, mit seiner späteren zweiten Ehefrau Gertrud Jánossy Bortstieber (1882–1963) zusammen. Zur Lebensgemeinschaft gehörten die beiden Jánossy-Söhne und die gemeinsame Tochter Anna Jánosi  (19. Februar 1919 – 21. März 1981). (Das Paar heiratete aus politischen und wirtschaftlichen Gründen erst in Moskau.) Lukács war ein führendes Mitglied der emigrierten Kommunistischen Partei Ungarns und als Herausgeber der Zeitschrift Kommunismus tätig. Er zählte zur Fraktion um Jenő Landler, die im Gegensatz zu den in Moskau lebenden Genossen Béla Kun und Mátyás Rákosi stand.
Ab 20. Mai 1923 nahm Lukács für acht Tage an der Marxistischen Arbeitswoche in Geraberg bei Arnstadt in Thüringen teil.
Für den II. Kongreß der illegalen KPU 1928 hatte Lukács unter seinem Parteinamen Blum einen Text verfasst, der als Blum-Thesen bekannt wurde. In diesen Thesen formulierte der Autor den Gedanken einer demokratischen Diktatur des Proletariats, womit er sich in Widerspruch zur Parteilinie der KPU brachte. Ebenso wurde Lukács vom Sekretariat der Komintern heftig attackiert und zu einer Selbstkritik gezwungen. Fritz J. Raddatz meint zu den Thesen, Lukács habe sich aus kluger politischer Taktik und theoretischer Arbeit eine eigene ungewöhnliche Position gebaut.
Nach dem Tod von Jenő Landler am 24. Februar 1928 wurde Lukács im März des Jahres in das Zentralkomitee der kommunistischen Partei Ungarns kooptiert, ebenso in die Leitung des Auslandskomitees.
Am 3. Mai 1928 wurde Lukács durch österreichische Sicherheitsorgane wegen des Verdachts, mit dem ebenfalls wiederholt nach Wien zurückkehrenden Béla Kun in Geheimbündelei wider Deutsch-Österreich bzw. dessen Gesetze agiert zu haben, verhaftet. Während Kun der Prozess gemacht wurde, war Lukács wegen Verfahrenseinstellung aus der Haft zu entlassen. Am 14. Juni 1928 wurde seine für Wien gültige Aufenthaltsgenehmigung widerrufen, verbunden mit einer zehntägigen Frist bis zur Ausweisung aus Deutsch-Österreich.

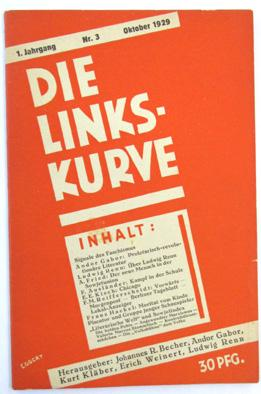
Titelblatt Die Linkskurve Nr. 3, Oktober 1929

Ab 1930 war Lukács in Moskau als wissenschaftlicher Mitarbeiter des Marx-Engels-Institutes tätig. Leiter des Institutes war Dawid Borissowitsch Rjasanow –, und durch dessen Vermittlung lernten sich Lukács und Lifschitz kennen. In dem Institut konnte Lukács noch nicht veröffentlichte Manuskripte von Karl Marx durcharbeiten. Nach einem Jahr des Aufenthaltes in Moskau ging Lukács mit einem Auftrag von Johannes R. Becher und Wilhelm Pieck nach Berlin, um hier die kontrovers geführten Diskussionen im Bund proletarisch-revolutionärer Schriftsteller zu beeinflussen. Das geschah insbesondere durch die Veröffentlichungen kritischer Artikel in der Zeitschrift Die Linkskurve.  Die Kritik richtete sich speziell gegen die Autoren Willi Bredel, Ernst Ottwalt und Bert Brecht.
Nach der Machtergreifung durch die Nationalsozialisten am 30. Januar 1933 verließen Georg Lukács, seine Ehefrau Gertrud und die Kinder Ference und Anna die Stadt Berlin und gingen nach Moskau. Hier bewohnte die Familie eine Wohnung in der Tschkalow-Straße. Gertruds Sohn Lajos Jánossy (1912–1978) blieb als Physikstudent zunächst in Berlin und emigrierte 1936 nach London, wo er ein Schüler von Erwin Schrödinger wurde.
Jahre später entging Lukács dem Großen Terror nur knapp, denn 1941 wurde er vom NKWD verhaftet. Er war vom 29. Juni bis zum 26. August im Lubjankagefängnis eingesperrt. Frau Lukács konnte mit Hilfe von Georgi Dimitroff  die Freilassung ihres Ehemannes durchsetzen. Zuvor hatte er sich selbst in einer vom 4. bis 9. September 1936 stattfindenden „geschlossenen Parteiversammlung“ der deutschen Parteigruppe des Sowjetischen Schriftstellerverbands an einer „politischen Säuberung“ beteiligt.
In Moskau gab es während der Zeit des Stalinismus, vor allem in den 1930er-Jahren, wichtige Kämpfe um das gültige ästhetische Verständnis der Marxisten statt. In der Expressionismusdebatte stellte sich Lukács gegen die Ergebnisse der modernen Literatur und den Führungsanspruch der sogenannten Avantgarde. Andererseits wandte er sich auch gegen aufkommende vulgärsoziologische Vorstellungen sowjetischer Literaturwissenschaftler, die die Weltliteratur als Abbild der klassengebundenen Psychologie des jeweiligen Autors umzudeuten versuchten. In solchen und anderen ästhetischen Kämpfen bekam Lukács Unterstützung von Alfred Kurella und Michail Lifschitz. Mit Lifschitz verband Lukács die Zusammenarbeit in der russisch-sowjetischen Zeitschrift Literaturnyj kritik, in der Lukács seine Aufsätze auch in russischer Übersetzung veröffentlichen konnte. Nach Stalins Tod stellte Lukács die seither umstrittene Behauptung auf, er habe im Rahmen dieser Zeitschrift oppositionell gegen die offizielle (d. h. stalinsche) Literaturpolitik gewirkt.
Als die deutschen Truppen Ende 1941 in der Schlacht um Moskau auf die Stadt zu marschierten, wurde die Familie Lukács – gemeinsam mit anderen Emigranten – nach Taschkent (Usbekistan) evakuiert. Unterkunft fand die Familie Lukács in einem aus Lehm gebauten Bauernhaus. Trotz der schwierigen Lebensverhältnisse beendete Lukács im Jahr 1942 sein Manuskript über den Faschismus, dessen Analyse der Autor bereits 1933 begonnen hatte. Nach der Wende im Deutsch-Sowjetischen Krieg konnte Lukács mit seiner Familie wieder nach Moskau zurückkehren.
Seinen sechzigsten Geburtstag am 13. April 1945 feierte Lukács noch in Moskau, doch dann ging er zurück nach Ungarn und bezog mit seiner Familie eine Wohnung in dem Mehrfamilienhaus Belgrád rakpart 2. In diesen ersten Jahren der Nachkriegszeit fand Lukács Unterstützung bei seinen alten Freunden Marcell Benedek und Lajos Bálint sowie den beiden neuen Freunden Lajos Nagy und Gyula Illyés.
Bereits in den Jahren des Krieges hatte sich ein Kreis ungarischer Intellektueller auf die Rückkehr von Lukács durch das Studium seiner Werke vorbereitet. Zu dem Kreis gehörten Joseph Szigeti, György Lázár, Imre Lakatos und István Király. Folglich stellte der Literaturhistoriker Tivadar Thienemann einen Antrag, Lukács die Lehrbefugnis an der Universität Budapest zu erteilen. Der Universitätsrat stimmte dem Antrag zu und berief Lukács als ordentlichen Professor für Ästhetik und Kulturphilosophie.
1946 wurde Lukács Mitglied des ungarischen Parlaments. Er war auch Mitglied des Präsidiums der Ungarischen Akademie der Wissenschaften und des Weltfriedensrates. Zugleich wurde er Mitglied in den Redaktionen der Zeitschriften Társadalmi Szemle und Fórum. Aus diesen Positionen heraus konnte Lukács auch in anderen Ländern Förderer für seine Werke finden: In Polen waren es Adam Schaff, Stefan Morawski und Roman Karst. Zunächst in der SBZ und dann in der DDR kümmerte sich Wolfgang Harich und Walter Janka um die Werke von Lukács.
Nachdem seine akademischen Aktivitäten infolge einer sogenannten Lukács-Diskussion erheblich nachgelassen hatten, beurlaubte die Universität ihren Dozenten Lukács für die Studienjahre von 1951 bis 1953. Diese Zeit nutzte er, um das Werk Die Zerstörung der Vernunft (1954) abschließen zu können. In diesem Werk kritisierte er die deutsche bürgerliche Philosophie seit Hegel und nannte sie eine geistige Voraussetzung von Irrationalismus, Faschismus und Imperialismus.
Im März 1956 kam es in Budapest zur Gründung des Petőfi-Kreises, mit dem Künstler und Intellektuelle eine lose Vereinigung bildeten, die nach dem ungarischen Freiheitskämpfer Sándor Petőfi benannt war. Der Kreis wurde getragen von Georg Lukács, Tibor Déry und Julius Hay. Lukács leitete die philosophischen Diskussionen. Auch hielt er einige Vorträge, mit denen er sich an den Debatten beteiligte, die der Moskauer XX. Parteitag der KPdSU im Februar 1956 ausgelöst hatte.

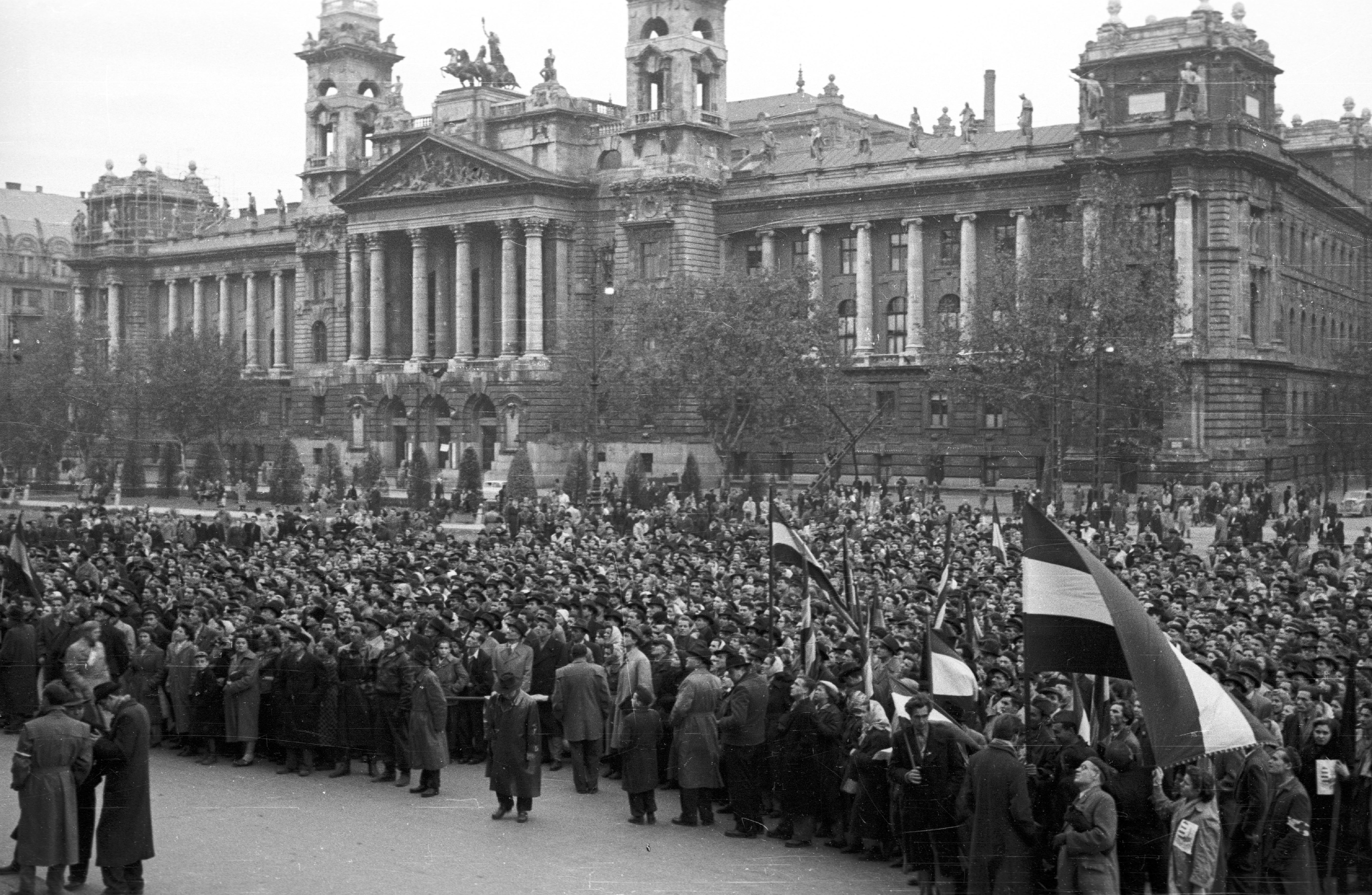
Demonstration auf dem Kossuth Lajos tér vor dem Parlamentsgebäude in Budapest

In dieser intellektuellen Atmosphäre brach am 23. Oktober 1956 der Ungarische Volksaufstand aus: Die Regierung von András Hegedüs musste zurücktreten und Imre Nagy wurde wiederum Ministerpräsident. In der Parteiführung löste János Kádár den bisherigen Ersten Sekretär Ernő Gerő ab. Lukács war einige Tage lang Minister für Volksbildung und wurde in das Zentralkomitee der kommunistischen Partei aufgenommenen. Nach der Niederschlagung des Aufstandes folgte die Deportation des Ehepaares Lukács in den rumänischen Ort Snagov, aus dem es am 10. April 1957 nach Budapest zurückkehren konnte.
Kurz vor der Verhaftung gab es in der DDR Pläne, Lukács aus Ungarn zu evakuieren. Die befreundeten Schriftsteller Anna Seghers und Johannes R. Becher, zu der Zeit Kulturminister der DDR, baten den ebenfalls mit Lukács befreundeten Leiter des Aufbau-Verlags Walter Janka, den Schriftsteller nach Berlin zu holen. Janka erklärte sich bereit, jedoch fragte Johannes R. Becher zuvor Walter Ulbricht dafür um Erlaubnis. Ulbricht verbot das Vorhaben. Seither war Lukács verfemt, seines Lehramtes enthoben und aus der Akademie ausgeschlossen. Von orthodox marxistischer Seite wurde ihm Revisionismus vorgeworfen. Seine Werke wurden – bis auf wenige Ausnahmen – nur noch in westeuropäischen Ländern gedruckt, wo sie erheblichen Einfluss auf die Neue Linke erreichen konnten. Einen großen Anteil an dieser Entwicklung hatte Frank Benseler vom Luchterhand Verlag. Im Luchterhand Verlag sind neben Einzelausgaben vor allem die Werkausgaben sowie die Festschrift zum 80. Geburtstag erschienen. Im italienischen Verlag Einaudi besorgte der damalige Lektor Cesare Cases die Veröffentlichung mehrerer Lukács-Werke.
Im Herbst 1966 führte Lukács in Budapest lange Gespräche mit Wolfgang Abendroth, Hans Heinz Holz und Leo Kofler. Die Gespräche wurden im Rundfunk gesendet. Und 1967 erhielt Lukács schließlich die Mitteilung, dass der Parteiausschluss aufgehoben sei.
In seinen letzten Lebensjahren konnte er einen Kreis von jungen Philosophen und Sozialwissenschaftlern – darunter die Philosophin Ágnes Heller – um sich scharen („Lukács-Kreis“) und prägte dadurch intellektuell viele ungarische Denker der darauffolgenden Jahrzehnte.
Im Februar 1971 verfasste Lukács den Aufruf Für Angela zugunsten der kommunistischen Bürgerrechtlerin Angela Davis. Den Aufruf unterstützten u. a. Ernst Bloch, Robert Jungk und Heinrich Böll.

## Positionen und Werkgeschichte
Ursprünglich vom Neukantianismus (Emil Lask) sowie von Georg Simmel und Max Weber beeinflusst, war Lukács in seinen frühen philosophischen Schriften Georg Wilhelm Friedrich Hegel und Karl Marx in gleicher Weise verpflichtet und wandte sich später einem vom deutschen Idealismus geprägten Marxismus zu.
Starke Beachtung fand er mit seiner Theorie des Romans (1916), einer lebensphilosophischen Analyse, in der er die Geschichtlichkeit als eine zentrale Kategorie des gesellschaftlichen Seins herausstellt und die „transzendentale Obdachlosigkeit“ der bürgerlichen Welt thematisiert. Nach seiner Hinwendung zum Kommunismus fasste Lukács dieses Problem als das der Entfremdung. In diesem Sinn schlägt sein wirksamstes Werk Geschichte und Klassenbewußtsein. Studien über marxistische Dialektik von 1923 eine Brücke von Hegel über Marx zu Lenin und Rosa Luxemburg. Im Vorwort schreibt er über Luxemburg, sie sei „der einzige Schüler von Marx […], der sein Werk sowohl im sachlich-ökonomischen wie im methodisch-ökonomischen Sinne wirklich weitergeführt“ habe. Das Buch wurde zwar von der KPD abgelehnt, trug aber zur Linksorientierung der europäischen Intellektuellen in den 1920er-Jahren und zur Entwicklung des Neomarxismus entscheidend bei. Lukács distanzierte sich jedoch später teilweise von diesem Werk (vgl. das Vorwort zur Neuauflage von 1967).
Die zahlreichen ästhetischen Schriften und Werkanalysen deutscher, englischer, französischer und russischer Dichter des 18. bis 20. Jahrhunderts stehen vor allem auf der Basis von mit Hegels Ästhetik verbundenen Vorstellungen, die er weiterentwickeln konnte. Er erarbeitete so mit der Theorie der literarisch gestalteten Widerspiegelung gesellschaftlicher Verhältnisse in ihrer Totalität die Grundlagen einer marxistischen Ästhetik.
Die Methode der Romane des bürgerlich-kritischen Realismus sah er im Gegensatz zur offiziell propagierten Arbeiterliteratur und ebenfalls im Gegensatz zur modernen Avantgarde-Literatur (James Joyce, Dos Passos usf.) als vorbildlich für die (sozialistische) Kunst, wofür ihm einerseits Geringschätzung des sozialistischen Realismus, andererseits Unaufgeschlossenheit gegenüber neuen Kunstformen vorgeworfen wurde. Neben seinen die Fragen des Realismus betreffenden Schriften (v. a. Erzählen oder Beschreiben, Kunst und objektive Wahrheit sowie Es geht um den Realismus) und seinen Auseinandersetzungen mit den großen Dichtern der Weltliteratur sind ebenfalls von großer Wichtigkeit die Werke Der historische Roman, seine Ästhetik, seine Ontologie des gesellschaftlichen Seins, Die Zerstörung der Vernunft und Der junge Hegel.

## Rezeption und Kritik
Zu den von Lukács beeinflussten Theoretikern zählen, neben den Philosophen und Wissenschaftlern der Frankfurter Schule, die in erheblicher Weise von Lukács’ Arbeiten profitierten, Ágnes Heller, Leo Kofler, Lucien Goldmann und Rudi Dutschke.
„Wir haben einen der größten Denker, der edelsten Charaktere des Jahrhunderts verloren“, schreibt Ernst Fischer in seinem Nachruf.
Der Berliner Komparatist Winfried Menninghaus schreibt in einem Aufsatz, Lukács habe sowohl Kant, Hegel als auch Marx selbst, vor allem in Hinblick auf die Begriffe „Dialektik“ und „Verdinglichung“, quasi systematisch falsch verstanden. Ein Missverständnis reihe sich an das nächste.
Die Zerstörung der Vernunft wird als Tiefpunkt im Schaffen von Lukács gesehen. Theodor W. Adorno kritisierte dieses Werk wie folgt: „Nietzsche und Freud wurden ihm schlicht zu Faschisten, und er brachte es über sich, im herablassenden Ton eines Wilhelminischen Provinzialschulrats von Nietzsches ‚nicht alltäglicher Begabung‘ zu reden“.
Seit dem Jahr 1972 existiert in Budapest, in ehemals von ihm bewohnten Räumlichkeiten, das öffentlich zugängliche Georg-Lukács-Archiv, in dem sich u. a. der Nachlass von Lukács befindet und das sich um die Erschließung seines Werkes bemüht. Das Archiv wurde 2016 trotz internationaler Proteste geschlossen. Auch ein Denkmal für Lukács im Szent-István-Park der ungarischen Hauptstadt soll laut Beschluss des Budapester Stadtrates verschwinden, die Statue wurde durch ein Denkmal für Bálint Hóman ersetzt. Ab 1977 wurde das Archiv von László Sziklai geleitet.
Seit Dezember 1966 existiert die Internationale Georg-Lukács-Gesellschaft (IGLG). Unter ihr Ägide wird das Lukács-Jahrbuchs herausgegeben, außerdem finden internationale Tagungen statt. Der erste Vorsitzender war Frank Benseler. Aktuell hat Rüdiger Dannemann den Vorsitz inne.

## Adaptionen
Georg Lukács war Vorbild für die Figur des Naphta in Thomas Manns Roman Der Zauberberg. Nach ihrer einzigen kurzen Begegnung, nach dem Ersten Weltkrieg in Wien, zeigte sich Thomas Mann von Lukács nachhaltig beeindruckt, nämlich durch dessen im „Sinnlichen wie im Geistigen asketische Natur“ sowie durch die „fast unheimliche Abstraktheit seiner Theorien“. Das Vorbild hat sich selbst, so Manns Einschätzung, in Naphta „offenbar nicht erkannt“.
György Dalos hat Georg Lukács als Figur in dem Roman Der Versteckspieler eingebunden. Robert Menasse verfasste seinen Roman Selige Zeiten, brüchige Welt angenähert auf der Grundlage von Lukács’ Jugendbiografie. Ebenso ist Lukács als Figur in dem Theaterstück Die Stimme seines Herrn von István Eörsi zu finden sowie in dem Roman Die Geschichte des reichen Jünglings von Martina Wied.

## Auszeichnungen
- Februar 1908: Krisztina-Preis der Kisfaludy-Gesellschaft für Entwicklungsgeschichte des modernen Dramas in ungarischer Sprache[7]
- 1948: Kossuth-Sonderpreis zusammen mit Zoltán Kodály und Tibor Déry[70]
- 31. August 1970: Goethepreis der Stadt Frankfurt am Main[71]

## Veröffentlichungen

### Bibliografien
- Andor Gábor: Biobibliographie von Georg Lukács. Manuskript 1940.
  - Nachdruck: Andor Gábor: Biobibliographie von Georg Lukács. In: Heinz Ludwig Arnold (Hrsg.): Georg Lukács. (= Text + Kritik, Heft 39/40). Richard Boorberg Verlag, München 1973, S. 79–88.
- Jürgen Hartmann: Chronologische Bibliografie der Werke von Georg Lukács. In: Frank Benseler (Hrsg.): Festschrift zum 80. Geburtstag von Georg Lukács. Verlag Hermann Luchterhand. Neuwied / Berlin 1965, S. 625–696.

### Monografien
- Die dramatische Form. In ungarischer Sprache. Budapest 1909.[72]
- Die Seele und die Formen. Essays. Als Georg von Lukács. Egon Fleischel & Co., Berlin 1910, DNB 574931961 (373 S.).
  - Neuausgabe: Die Seele und die Formen. (= Werkauswahl in Einzelbänden, Band 1). Mit einer Einleitung von Judith Butler. Aisthesis Verlag, Bielefeld 2011, ISBN 978-3-89528-729-9.
- Entwicklungsgeschichte des modernen Dramas. In ungarischer Sprache. Budapest 1912.[72]
  - Deutsche Neuausgabe: Entwicklungsgeschichte des modernen Dramas. Luchterhand Verlag, Darmstadt / Neuwied 1981, ISBN 3-472-76035-4.
- Taktik und Ethik. In ungarischer Sprache. Budapest 1919.[72]
- Die Theorie des Romans. Ein geschichtsphilosophischer Versuch über die Formen der großen Epik. Verlag Paul Cassirer, Berlin 1920, DNB 574932011 (169 S., Digitalisat im Internet Archive).
  - Neuausgabe: Aisthesis Verlag, Bielefeld 2009, ISBN 978-3-89528-641-4.
- Geschichte und Klassenbewußtsein. Studien über marxistische Dialektik (= Kleine revolutionäre Bibliothek. Band 9). Malik-Verlag, Berlin 1923, DNB 580618277 (343 S.).
  - Neuausgabe in der Reihe Werke: Band 2, Aisthesis Verlag, Bielefeld 2013, ISBN 978-3-89528-999-6.
  - Jubiläumsausgabe: Faksimile des Hand- und Arbeitsexemplars von Georg Lukács, Aisthesis Verlag, Bielefeld 2023, ISBN 978-3-8498-1856-2.
- Die Verdinglichung und das Bewußtsein des Proletariats. Malik-Verlag, Berlin 1923
Neuausgabe in der Reihe Werke: Band 3, Aisthesis Verlag, Bielefeld 2015, ISBN 978-3-8498-1117-4.
- Lenin. Studie über den Zusammenhang seiner Gedanken (= Wissenschaft und Gesellschaft. Band 1). Malik-Verlag, Berlin 1924, DNB 580618285 (77 S.).
- Gottfried Keller. Staatsverlag der Nationalen Minderheiten, Kiew 1940, DNB 993307604 (110 S.).
- Deutsche Literatur im Zeitalter des Imperialismus. Eine Übersicht ihrer Hauptströmungen. Aufbau Verlag, Berlin 1945, DNB 574931813 (69 S.).
- Goethe und seine Zeit. A. Francke Verlag, Bern 1947, DNB 453108652 (207 S.).
- Fortschritt und Reaktion in der deutschen Literatur. Aufbau Verlag, Berlin 1947, DNB 453108644 (118 S.).
- Schicksalswende. Beiträge zu einer neuen deutschen Ideologie. Aufbau Verlag, Berlin 1948, DNB 453108806 (355 S.).
- Karl Marx und Friedrich Engels als Literaturhistoriker. Aufbau Verlag, Berlin 1948, DNB 453108717 (244 S.).
- Essays über Realismus. Aufbau Verlag, Berlin 1948, DNB 453108628 (264 S.).
Zweite, vermehrte und verbesserte Auflage als Probleme des Realismus. Aufbau Verlag, Ost-Berlin 1955, DNB 453108725
- Der junge Hegel. Ueber die Beziehungen von Dialektik und Oekonomie. Europa-Verlag, Zürich/Wien 1948, DNB 453108660 (720 S., Manuskript von 1938).
  - Neuausgabe: Der junge Hegel und die Probleme der kapitalistischen Gesellschaft. Aufbau Verlag, Ost-Berlin 1964, DNB 574931767
- Thomas Mann. Aufbau Verlag, Berlin 1949, DNB 453108695 (112 S., Manuskript von 1938).
- Der russische Realismus in der Weltliteratur. Aufbau Verlag, Berlin 1949, DNB 453108741 (292 S., Manuskript von 1938).
- Existentialismus oder Marxismus? Aufbau Verlag, Ost-Berlin 1951, DNB 453108636 (183 S.).
- Deutsche Realisten des 19. Jahrhunderts. Aufbau Verlag, Ost-Berlin 1951, DNB 453108776 (307 S.).
- Balzac und der französische Realismus. Aufbau Verlag, Ost-Berlin 1952, DNB 453108598 (200 S.).
- Skizze einer Geschichte der neueren deutschen Literatur. Aufbau Verlag, Ost-Berlin 1953, DNB 574931988 (161 S.).
- Puschkin; Gorki. 2 Essays (= Reclams Universal-Bibliothek. Nr. 7906/07). Reclam Verlag, Leipzig 1953, DNB 364357738 (157 S.).
- Die Zerstörung der Vernunft. Aufbau Verlag, Ost-Berlin 1954, DNB 453108849 (692 S.).[73]
- Beiträge zur Geschichte der Ästhetik. Aufbau Verlag, Ost-Berlin 1954, DNB 453108601 (438 S.).
- Der historische Roman. Aufbau Verlag, Ost-Berlin 1955, DNB 453108792 (393 S., Erstmals erschienen in Literaturnyj kritik, Moskau 1937/38).
- Friedrich Nietzsche. Mit Franz Mehring (= Philosophische Bücherei. Band 14). Aufbau Verlag, Ost-Berlin 1957, DNB 453285465 (215 S.).
- Über die Besonderheit als Kategorie der Ästhetik. Luchterhand Literaturverlag, Neuwied/West-Berlin 1967, DNB 457471263 (402 S.).
- Ontologie – Marx. Zur Ontologie des gesellschaftlichen Seins. Die Ontologischen Grundprinzipien bei Marx (1972) (13. und 14 Werkband, damit komplett online)
- Ästhetik. In vier Teilen (1972–1976)
- Gelebtes Denken. Eine Autobiographie im Dialog, hg. von István Eörsi (edition suhrkamp 1088, Neue Folge Bd. 88, Suhrkamp, Frankfurt am Main 1981, ISBN 3-518-11088-8)
- Zur Ontologie des gesellschaftlichen Seins (in: Werkausgabe Bd. 14, 1984)
- Zur Kritik der faschistischen Ideologie. Aufbau-Verlag, Berlin, 1989, ISBN 3-351-01251-9.
- Gelebtes Denken. Mit einem Beitrag von Ágnes Heller, Nachwort: Werner Jung. Aisthesis Verlag, Bielefeld 2021, ISBN 978-3-8498-1732-9 (221 S.).
- Zur Ontologie des gesellschaflichen Seins. Die Entfremdung. Herausgegeben und mit einem Nachwort versehen von Rüdiger Dannemann, Mangroven Verlag 2025.

### Werkausgaben
- Werkausgabe. Herausgegeben von Frank Benseler. Luchterhand Verlag, Neuwied.
- Werke. Aisthesis Verlag, Bielefeld
  - Bd. 1.1: Frühschriften I. Schriften 1903–1913, ISBN 978-3-8498-1150-1.
  - Bd. 1.2: Frühschriften I. Schriften 1914–1918, ISBN 978-3-8498-1151-8.
  - Bd. 2: Frühschriften II. Schriften 1919–1928, ISBN 978-3-89528-999-6.
  - Bd. 3. Teilband 1., ISBN 978-3-8498-1555-4.
  - Bd. 18: Autobiographische Texte und Gespräche, ISBN 978-3-89528-720-6.

### Textsammlungen
- Ästhetik, Marxismus, Ontologie. Ausgewählte Texte. Herausgegeben und mit einer Einleitung von Rüdiger Dannemann und Axel Honneth, Suhrkamp, Berlin 2021, ISBN 978-3-518-29939-5.
- Texte zum Theater. Herausgegeben von Jakob Hayner u. Erik Zielke, m. einer Einleitung v. Dietmar Dath. Theater der Zeit, Berlin 2021, ISBN 978-3-95749-362-0.

### Briefwechsel
- Hansgeorg Schmidt-Bergmann: Georg von Lukács. Heidelberger Ästhetik – Auf dem Weg zur „Theorie des Romans“. Briefwechsel Leopold Ziegler und Georg von Lukács. Literarische Gesellschaft Oberrhein. Braun, Karlsruhe 2010, ISBN 978-3-7650-8572-7, Rezension.[74]